# Список сеньоров и герцогов де Меркёр

Герб дофинов Оверни и сеньоров де Меркёр

Герб герцогов де Бурбон

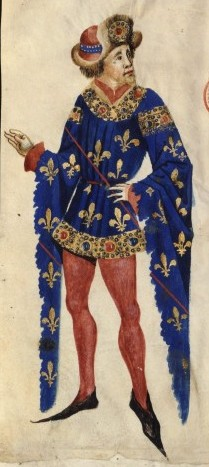
Жан I де Бурбон

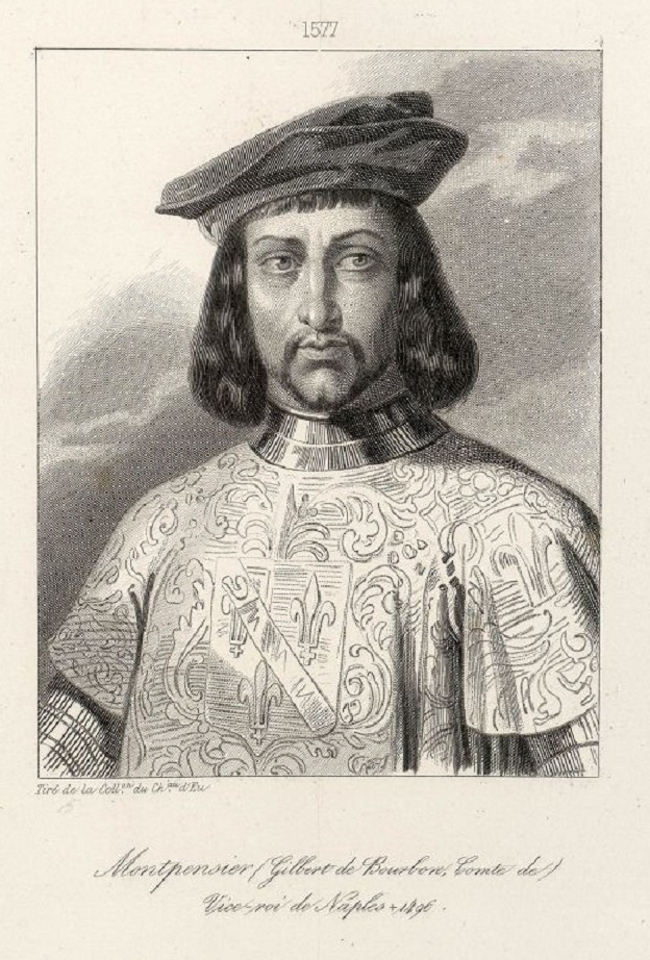
Жильбер де Бурбон

## Сеньоры де Меркёр

### Дом Меркёр
- ? — 895: Итье I (ум. 895), сеньор де Меркёр. Женат на Блитгарде де Шаптей
- 895—938: Итье II (ум. 938), сын предыдущего. Женат на Арсинде де Овернь
- 938—980: Беро I (915—980), сын предыдущего. Женат на Герберге
- 980 — ок. 990: Гийом I (ум. ок. 990), сын предыдущего. Жена — Герберга
- ок. 990 — ок. 1025: Гийом II (ум. ок. 1025), сын предыдущего
- ок. 1025 — ?: Беро II, сын предыдущего
- ? — ок. 1067: Беро III, сын предыдущего
- ок. 1067 — ок. 1083: Беро IV, сын предыдущего
- ок. 1083 — ок. 1169: Беро V, сын предыдущего
- ок. 1169—1183: Беро VI, сын предыдущего. Был женат на Джудит Овернь
- 1183—1208: Беро VII (1151—1208), сын предыдущего. Был женат на Аликс Бургундской, дочери герцога Бургундии Гуго III
- 1208 — ок. 1249: Беро VIII, сын предыдущего. Был женат на Беатрис де Бурбон (1210—1274), дочери Аршамбо VIII де Бурбона. Их дочь, Элиссен (Аликс) де Меркёр (ок. 1250 — 15 июля 1286), супруга Роберта IV (дофина Оверни) (ок. 1255—1324)
- ок. 1249—1275: Беро IX, сын предыдущего. Супруга — Бланка де Шалон, дочь Жана I де Шалона
- 1275—1321: Беро X, сын предыдущего. Женат на Изабель де Форе
- 1321—1352: Жан I (ок. 1285 — 10 марта 1351), сын дофина Роберта IV (ок. 1255—1324) и его жены Аликс (Аликсенды) де Меркёр. Был женат на Анне де Пуатье-Валентинуа (ок. 1289—1351)
- 1352—1356: Беро XI (ок. 1315 — 27 августа 1356), дофин Оверни Беро I, старший сын предыдущего. Был женат на Марии де Ла Ви де Вильмур (1315 — 28 сентября 1338), дочери Пьера, сеньора де Вильмур.
- 1356—1371: Беро XII (ум. 17 января 1399), дофин Оверни Беро II, старший сын предыдущего. Был женат на Жанне де Форе
- 1371—1410: Людовик II де Бурбон (4 августа 1337 — 19 августа 1410), герцог Бурбонский (1356—1410), женат на Анне Овернской, графине де Форе (1358—1417), единственной дочери Беро II
- 1410—1434: Жан I де Бурбон (март 1381 — 5 февраля 1434), старший сын предыдущих, герцог Бурбонский (1410—1434). Был женат на Марии Беррийской.
- 1434—1486: Людовик I де Бурбон (1406 — май 1486), граф де Монпансье (1434—1486), дофин Оверни и граф де Клермон (1428—1486), второй сын Жана I, герцога де Бурбон и Марии Беррийской, герцогини Оверни и графини де Монпансье. Был женат на Жанне Овернской и Габриэль де Ла Тур
- 1486—1496: Жильбер де Бурбон (1443 — 15 октября 1496), старший сын предыдущего от второго брака. Граф де Монпансье и дофин Оверни (1486—1496). Был женат на Кьяре де Гонзага (1464—1503), дочери Федерико I Гонзага
- 1496—1539: Рене Бурбон-Монпансье (1494 — 26 мая 1539), третья дочь предыдущего, сеньора де Меркёр, жена с 1515 года Антуана I Доброго (1489—1544), герцога Лотарингии.

### Лотарингский дом
- 1539—1545: Франсуа I (23 августа 1517 — 12 июня 1545), герцог Лотарингии (1544—1545), старший сын Антуана II, герцога Лотарингского, и Рене де Бурбон-Монпансье. Был женат с 1541 года на принцессе Кристине Датской (1521—1590)
- 1545—1563: Карл III (18 февраля 1543 — 14 мая 1608), герцог Лотарингии (1545—1608), старший сын предыдущего. Был женат на принцессе Клод Французской (1547—1575), второй дочери короля Франции Генриха II и Екатерины Медичи.
- 1563—1569: Никола Лотарингский (16 октября 1524 — 23 января 1577), дядя предыдущего, второй сын Антуана II Доброго, герцога Лотарингского, и Рене де Бурбон-Монпансье

В 1569 году Никола Лотарингский получил титул 1-го герцога де Меркёра, став пэром Франции.

## Герцоги де Меркёр

Герб герцогов де Меркер

### Лотарингский дом(продолжение)
- 1569—1577: Никола Лотарингский (16 октября 1524 — 23 января 1577), второй сын Антуана II Доброго, герцога Лотарингского, и Рене де Бурбон-Монпансье. Был трижды женат: 1-я жена с 1549 года Маргарита д’Эгмонт (1517—1554), дочь графа Жана IV д’Эгмонта (1499—1528), 2-го графа де Эгмонта (1516—1528), и Франсуазы Люксембургской (ум. 1557), 2-я жена с 1555 года Жанна Савойская (1532—1568), дочь Филиппа Савойского (1490—1533), герцога Неверского (1528—1533), и Шарлотты Орлеанской (1512—1549), 3-я жена с 1569 года Екатерина Лотарингская (1550—1606), дочь Клода Лотарингского (1526—1573), 2 герцога де Омаль (1550—1573), и Луизы де Брезе (1518—1577).
- 1577—1602: Филипп Эммануэль де Меркёр (9 сентября 1558 — 19 февраля 1602), старший сын предыдущего от второго брака. Был женат с 1579 года на Марии Люксембургской (1562—1623), герцогине де Пентьевр (1569—1623), дочери Себастьена де Люксембурга (1530—1569), виконта де Мартига, графа, а затем герцога де Пентьевр (1566—1569), и Марии де Бокер.
- 1602—1669: Франсуаза Лотарингская (1592 — 8 сентября 1669), единственная дочь предыдущего, жена с 1608 года Сезара де Бурбона (1594—1665), старшего сына короля Франции Генриха IV Великого и Габриэль д’Эстре (ок. 1571—1599), герцогини де Бофор.

### Герцоги де Вандом

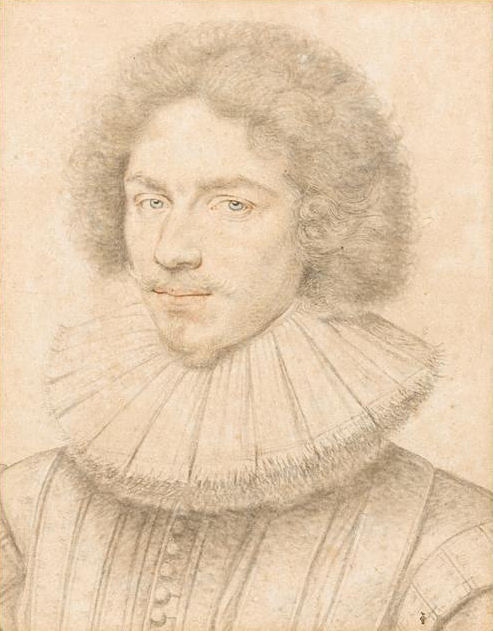
Луи I де Бурбон-Вандом (1612—1669), герцог де Вандом и де Меркер

- 1649—1669: Луи II, герцог Вандом (1 октября 1612 — 12 августа 1669), старший сын предыдущих. Женат с 1651 года на Лауре Манчини (1636—1657), племяннице кардинала Мазарини
- 1669—1712: Луи III Жозеф, герцог Вандом (1 июля 1654 — 11 июня 1712), старший сын предыдущего. Был женат на Марии-Анне де Конде (1678—1718), дочери Анри III Жюля де Бурбон-Конде, принца де Конде, и принцессы Анны Пфальцской; внучке Великого Конде.

В 1712 году после смерти бездетного Луи III, герцога де Вандома, титул герцога де Меркёра прервался. Титул герцога был восстановлен в 1723 году для Луи Армана де Бурбона, принца де Конти.

### Принцы де Конти
- 1723—1727: Луи Арман II де Бурбон (10 ноября 1695 — 4 мая 1727), принц де Конти (1709—1727), старший сын Франсуа Луи де Бурбона, принца де Конти (1664—1709), и Марии-Терезе де Бурбон-Конде (1666—1732), дочери Анри-Жюля де Бурбон-Конде (1643—1709), 5-го принца де Конде, и Анны Баварской (1648—1723), принцессы Пфальцской. Был женат на Луизе Елизавете де Бурбон (1696—1775), дочери Луи де Бурбона (1668—1710), принца де Конде, и Луизы Франсуазы Нантской (1673—1743), дочери Людовика XIV и его фаворитки Мадам де Монтеспан.
- 1727—1770: Луи Арман де Бурбон (13 августа 1717 — 2 августа 1776), второй сын предыдущего, принц де Конти (1727—1776).

В 1770 году герцогство Меркёр купил у принца де Конти король Франции Людовик XV, который пожаловал его своему внуку, графу Артуа.

### Королевский дом
- 1770—1778: Карл, граф Артуа (9 октября 1757 — 6 ноября 1836), будущий король Франции Карл X (1824—1830), младший сын дофина Людовика Фердинанда (1729—1765) и Марии Терезии Испанской (1726—1746), дочери короля Испании Филиппа V, внук короля Франции Людовика XV.